# IBanFirst
iBanFirst est une Fintech, créée en 2016, opérant principalement en France, Belgique, Royaume-Uni, Pays-Bas, Italie, Espagne, Roumanie, Bulgarie et Hongrie qui permet aux entreprises de réaliser des paiements et des transferts en devises étrangères en utilisant les cours en temps réel, directement ou depuis une API. La société cible principalement les PME avec une activité internationale.

## Histoire
L'entreprise a d’abord été créée en 2013 sous le nom de FX4Biz par Pierre-Antoine Dusoulier. La même année, elle a obtenu une licence en tant qu’établissement de paiement par la Banque nationale de Belgique. Spécialisée dans les paiements internationaux, elle concurrence par exemple Ebury ou Kantox.
En 2016, iBanFirst devient le nouveau nom de la société. Cette même année, iBanFirst bénéficie d'une levée de fonds de 10 millions d’euros, notamment auprès de Xavier Niel. En 2018, une deuxième levée de fonds permet de récupérer quinze millions d'euros.
En 2019, la startup rachète la société NBWM, premier établissement de paiement néerlandais spécialisé dans le change. La même année, le concurrent allemand Forexfix est également acquis. En juin 2020, un nouveau tour de table rapporte 21 millions d'euros malgré le retrait d'un nouvel investisseur remplacé finalement par Elaia. En juin 2021, une nouvelle levée de fonds de 200 millions d'euros est réalisée auprès de Marlin Equity Partners qui acquiert 51% de la société. En 2022, Cornhill une société opérant au Royaume-Uni est rachetée, iBanFirst est depuis réglementée sur ce marché par la Financial Conduct Authority.
En 2023, l'entreprise annonce générer 50 millions d'euros de revenus, en 2024 son EBITDA a atteint 7 millions d'euros.